# 1 Ceti
Désignations
1 Ceti est une étoile de la constellation de la Baleine. D'une magnitude apparente d'environ 6,2, l'étoile est à peine visible à l'œil nu (voir échelle de Bortle). Les estimations de la parallaxe la placent à une distance d'environ 535 années-lumière (164 parsecs) de la Terre. Elle s'éloigne du Système solaire avec une vitesse radiale héliocentrique de 4 km/s.
Elle a un type spectral K1III, impliquant une géante de type K. Ces types d'étoiles sont généralement des étoiles de couleur rougeâtre avec des types spectraux allant de K à M, avec des rayons 10 à 100 fois plus grands que celui du Soleil. Le « CNII » dans son type spectral indique une forte signature cyanogène dans son atmosphère extérieure,. L'étoile rayonne 144 fois la luminosité du Soleil à partir de sa photosphère agrandie.